# Jaques Nunatak
Jaques Nunatak är en nunatak i Antarktis. Den ligger i Östantarktis. Australien gör anspråk på området. Toppen på Jaques Nunatak är 540 meter över havet.
Terrängen runt Jaques Nunatak är platt åt sydväst, men åt nordost är den kuperad. Trakten är obefolkad. Det finns inga samhällen i närheten.